# Psamathia chanchamayoria
Psamathia chanchamayoria är en fjärilsart som beskrevs av Charles Oberthür. Psamathia chanchamayoria ingår i släktet Psamathia och familjen Uraniidae. Inga underarter finns listade i Catalogue of Life.